# Fritz Hoffmann (Widerstandskämpfer)
Fritz Hoffmann (* 24. April 1907 in Dresden; † 12. Juni 1942 in Berlin-Plötzensee) war ein Dresdner Arbeiterfunktionär und Widerstandskämpfer gegen den Nationalsozialismus.

## Leben

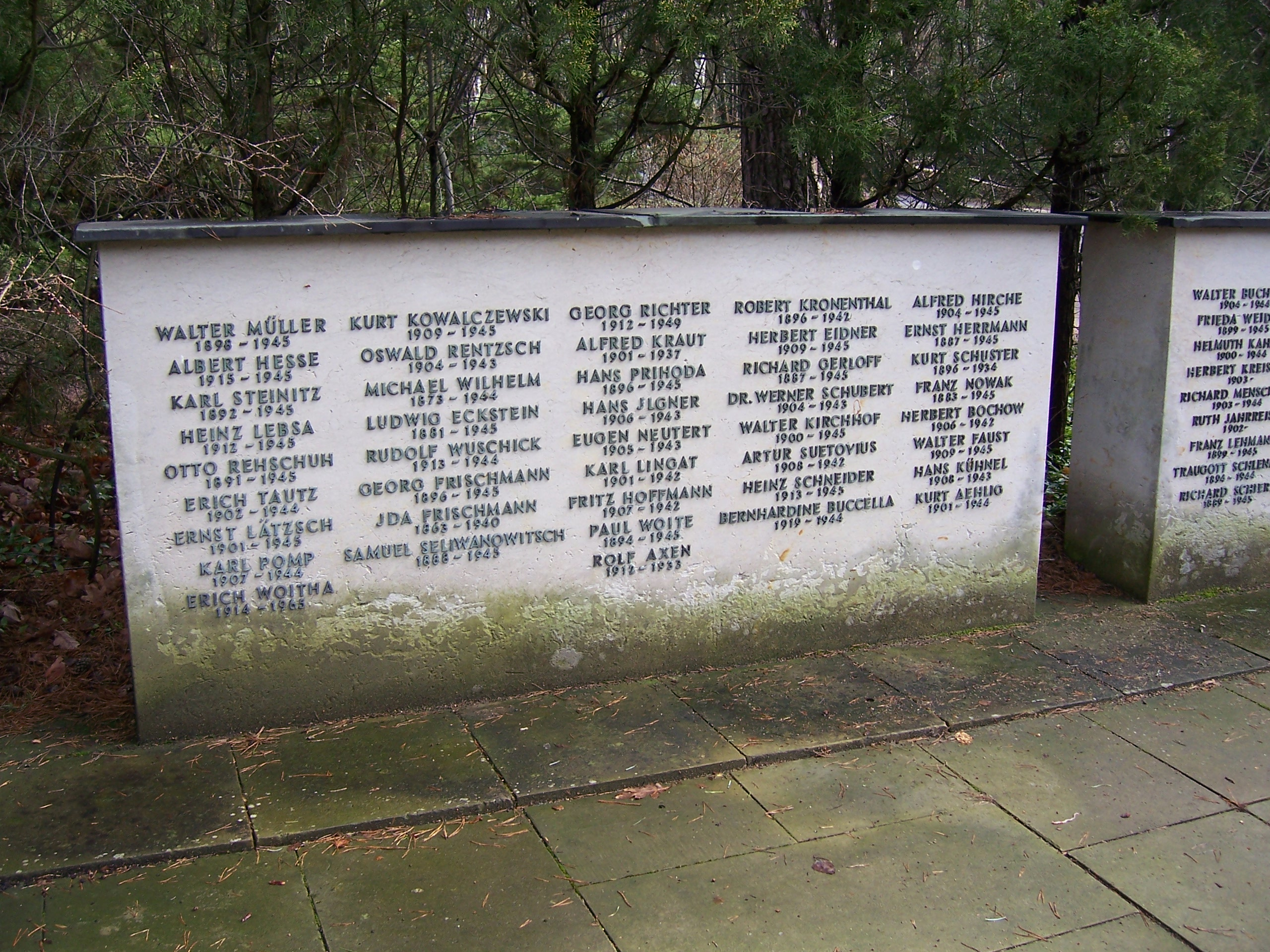
Kenotaph von Fritz Hoffmann auf dem Heidefriedhof Dresden

Als 14-Jähriger trat Hoffmann der Sozialistischen Arbeiter-Jugend bei. Kurz darauf begann er eine Lehre als Tischler. Nach einer kurzen Mitgliedschaft in der Syndikalistisch-Anarchistischen Jugend Deutschlands trat er mit 17 Jahren der KPD bei. 
In der Oppellvorstadt, dem später „Hechtviertel“ genannten Wohnviertel, leitete er die KPD-Straßenzelle „Hansa“. Gemeinsam mit einem Freund erwarb er 1929 eine kleine Tischlerwerkstatt. Diese wurde unter anderem zur Herstellung von Transparenten und Plakaten aber auch für Versammlungen genutzt. Da er kein Gewerbe angemeldet hatte, wurde er 1932 zu 20 Tagen Haft verurteilt. Neben der Arbeit in der KPD war er auch in der proletarischen Freidenkerbewegung und gemeinsam mit Rudi Lattner in der Gesangsabteilung der Naturfreunde-Opposition „Rotsport“ tätig. Er sang als 2. Tenor im Bergsteigerchor der Vereinigten Kletterabteilung („Rote Bergsteiger“), der von Kurt Schlosser geleitet wurde.
Im Jahr 1933, auch nach der Machtergreifung, druckten sie zahlreiche Flugblätter im Kampf gegen den erstarkenden Faschismus.
Aus der Tschechoslowakei holten sie illegale Zeitungen und Zeitschriften wie Die Rote Fahne und die Arbeiter Illustrierte Zeitung über die Grenze nach Dresden. Am 7. März 1934 fand im Hechtviertel eine große Verhaftungswelle statt, der auch Fritz Hoffmann zum Opfer fiel. Nach einjähriger Untersuchungshaft wurde er unter anderem wegen „illegaler Grenzarbeit“ zu zwei Jahren und zehn Monaten Zuchthaus verurteilt, die er in Zwickau-Osterstein verbüßte. Nach seiner Entlassung führte er den Kampf in der Illegalität fort. Er nahm Kontakt zur Gruppe um Fritz Schulze und Karl Stein auf. Im Jahr 1940 heiratete Fritz Hoffmann.
Im Januar 1941 wurde er erneut verhaftet und nach 14 Monaten Untersuchungshaft vom Volksgerichtshof zum Tode verurteilt. Am 12. Juni 1942 wurde er im Strafgefängnis Berlin-Plötzensee durch das Fallbeil hingerichtet. Sein symbolisches Grab befindet sich auf dem Heidefriedhof in Dresden.

## Gedenken

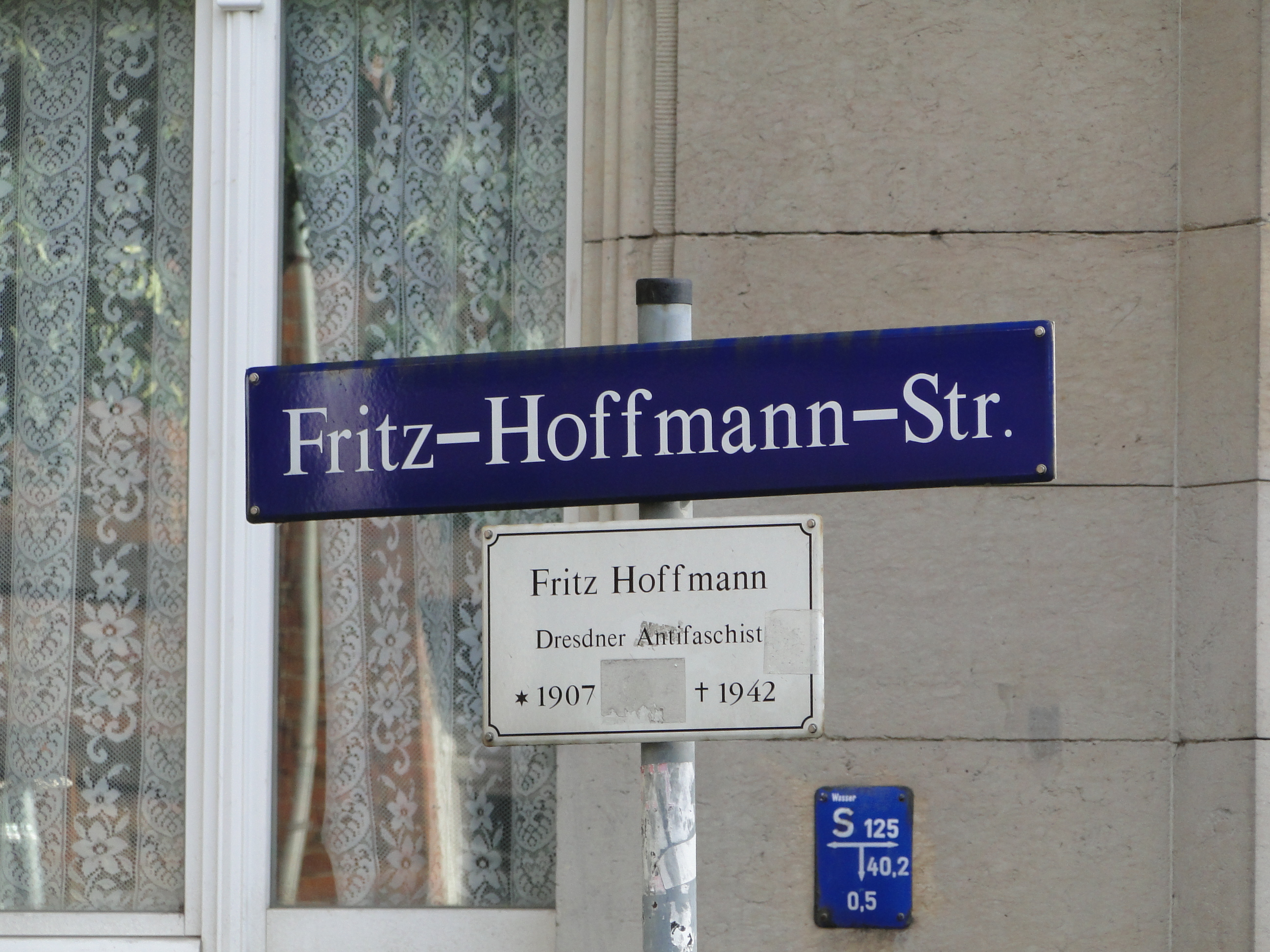
Fritz-Hoffmann-Straße in Dresden

Seit dem 8. Februar 1956 heißt die Radebeuler Straße im Scheunenhofviertel in der Leipziger Vorstadt in Dresden Fritz-Hoffmann-Straße. Hoffmanns Lebenslauf ist Teil der biografischen Sammlung der Vereinigung der Verfolgten des Naziregimes, die im Bundesarchiv verwahrt ist.